# كيتشي مياكي
كيتشي مياكي (باليابانية: 三宅驥一؛ بالكانا: みやけ きいち) هو عالم نبات ياباني، ولد في 1876 في هيوغو في اليابان، وتوفي في 1964.